# Фабиан Нюрнбергер
Фабиан Нюрнбергер (на немски: Fabian Nürnberger) е български футболист, роден в Германия, който играе за Дармщат и България като защитник.

## Кариера
Нюрнбергер е роден в Хамбург.

### 1. ФК Нюрнберг
18-годишен преминава в клуба от Бундеслигата Нюрнберг. За втория отбор, играещ в Регионалната лига Байерн, защитникът изиграва 31 мача, в които успя да допринесе с три гола и три асистенции. В края на сезона отбора му е трети зад промотирания и шампион Байерн Мюнхен II и ВФБ Айнщад.
След сезона Нюрнбергер получава първия си професионален договор през май 2019 г., който е валиден до 2021 г. Освен това той е в отбора на Нюрнберг във Втора Бундеслига. При домакинската победа с 1:0 срещу Оснабрюк, Нюрнбергер прави дебют като смяна.
На 13 март 2020 г. 1. ФК Нюрнберг обявява, че Нюрнбергер е дал положителна проба за COVID-19.

### Дармщат 98
На 30 май 2023 г. Нюрнбергер подписва договор със завръщащия се в Бундеслигата отбор на Дармщат до юни 2026 г., идващ със свободен трансфер.

### Национален отбор
Тъй като бащата на Нюрнбергер е германец, а майка му българка, той може да играе за Германия или за България. На 12 септември 2023 г. Георги Иванов – Гонзо, технически директор на БФС, обявява, че Нюрнбергер е приел да представлява България на международно ниво и че се работи по това той да бъде на разположение за дебют през октомври или ноември 2023 г.
На 19 август 2024 г. получава първата си повиквателна за България за мачовете от Лигата на нациите срещу Беларус и Северна Ирландия на 5 и 8 септември.